# Róger Cordero Lara
Róger Rafael Cordero Lara (3 de noviembre de 1957) es un militar en retiro con el grado de general de división de la Aviación Militar Bolivariana de Venezuela, conocido por su participación en la Masacre de Cantaura, miembro del PSUV y diputado en la Asamblea Nacional de Venezuela por el estado Guárico desde 2011 en 2018, hasta su designación como director de Hábitat y Vivienda en esa entidad.

## Biografía
En octubre de 1982, con el rango de teniente, bajo las órdenes del presidente Luis Herrera Campins, Cordero Lara fue uno de los pilotos de un Rockwell OV-10, que bombardeó el campamento del Frente "Américo Silva" del Partido Bandera Roja, alzado en armas para esa fecha, en una operación conjunta entre el Ejército de Venezuela, la Aviación y la DISIP, lo que ocasionó la muerte de 23 guerrilleros. Por este evento, diversas organizaciones no gubernamentales lo señalan de haber participado en la Masacre de Cantaura.
En años posteriores, Cordero Lara se vinculó al gobierno de Hugo Chávez llegando aún como oficial activo a desempeñar el cargo de comandante general de la Aviación Nacional de Venezuela. Al retirarse se incorporó al Partido Socialista Unido de Venezuela (PSUV) En las elecciones de 2010 Cordero resultó elegido con 62,28 % de los votos. La organización de derechos humanos Provea pidió a comienzos de 2012 que se investigara la participación de Cordero en esta masacre.